# ولفگانگ فیشر
ولفگانگ فیشر (به آلمانی: Wolfgang Fischer) (۱۱ دسامبر ۱۸۸۸ – ۱ فوریه ۱۹۴۳) نظامی بلندپایه آلمانی در دوره رایش سوم بود که در جریان جنگ جهانی دوم یگان‌های زرهی مختلفی را در ورماخت فرماندهی کرد.

## زندگی
ولفگانگ فیشر روز ۱۱ دسامبر سال ۱۸۸۸ در کارولات در سیلزی علیا زاده شد. روز ۱۸ مارس سال ۱۹۱۰ به عنوان درجه‌دار نامزد افسری به هنگ ۱۵۴ پیاده‌نظام پیوست و وارد دانشکده جنگ در گلوگاو شد. با آغاز جنگ جهانی اول به عوان افسر پیاده‌نظام و فرمانده یک دسته به هنگ ۷ پیاده‌نظام منتقل شد. مدت کوتاهی بعد به جایگاه فرمانده گروهان ارتقا یافت. اواخر سال ۱۹۱۵ آجودان لشکر سوم لَنوِر و پائیز سال ۱۹۱۷ آجودان تیپ ۲۲ پیاده‌نظام در جبهه غربی شد. جنگ را با درجه سروان به پایان رساند.
در سال‌های آشوب پس از جنگ حاکم بر آلمان به یگان‌های داوطلب ملحق و سپس سال ۱۹۱۹ در رایشسور پذیرفته شد. سال ۱۹۲۰ در هنگ ۳ پیاده‌نظام در دویچ آیلاو در پروس شرقی قرار گرفت. تا سال ۱۹۲۹ در این هنگ باقی ماند و آجودان هنگ و فرمانده گروهان بود. سال ۱۹۲۹ فرمانده یک گروهان در هنگ ۶ پیاده‌نظام در لوبک شد و تا سال ۱۹۳۴ همان‌جا ماند. سال ۱۹۳۲ به درجه سرگرد و سال ۱۹۳۵ به درجه سرهنگ دوم ترفیع گرفت. بین سال‌های ۱۹۳۴ تا ۱۹۳۷ یک گردان را در هنگ ۴۶ پیاده‌نظام در نویمونستر فرماندهی کرد. این سال با ترفیع به درجه سرهنگی وارد ستاد هنگ ۶۹ پیاده‌نظام در هامبورگ شد. روز ۴ فوریه سال ۱۹۳۸ فرماندهی این هنگ را در دست گرفت. این یگان غالباً متشکل از نیروهای سابق پلیس محلی بود.
در پی آغاز جنگ جهانی دوم در سال ۱۹۳۹، با هنگ خود رزم خوبی در نبرد لهستان به انجام رساند. روز ۲۷ اکتبر فرماندهی تیپ پیاده‌نظام در لشکر دهم زرهی که در حال تشکیل بود، به او سپرده شد. این یگان را در نبرد فرانسه هدایت و از این بابت نشان عالی صلیب شوالیه صلیب آهنین را دریافت کرد. در تهاجم به شوروی حاضر بود و در نبردهای محاصره‌ای مینسک و اسمولنسک به عنوان بخشی از گروه زرهی ۲ هاینتس گودریان مشارکت داشت.
فیشر روز ۱ اوت سال ۱۹۴۱ به درجه سرتیپ ترفیع یافت و روز بعد فرمانده لشکر دهم زرهی شد. با وجود تحمل تلفات سنگین، به مشکل متمایزی در نبرد مسکو لشکر خود را هدایت کرد.
بهار سال ۱۹۴۲ یگان او یکی از لشکرهایی بود که برای استراحت، بازسازی و باز تجهیز به فرانسه فرستاده شد. در جریان سلطه آلمان بر اراضی فرانسه ویشی در ماه نوامبر سال ۱۹۴۲ (مورد آنتون) یکی از سرنیزه‌های زرهی تهاجم بود اما با هیچ مقاومتی مواجه نگشت. فیشر روز ۱ نوامبر به درجه سرلشکر ترفیع گرفت.
در قالب ارتش پنجم زرهی به تونس فرستاده شد تا جلوی پیشروی متفقین را بگیرد. با مجموعه‌ای از ضدحملات جلوی دشمن را گرفت و آن را موقتاً مقداری از سر پل تونس دور کرد.
روز ۱ فوریه سال ۱۹۴۳ خودروی فرماندهی فیشر وارد یک میدان مین ایتالیایی شد و در اثر انفجار هر دو پا و یک دست خود را از دست داد. به هر صورت همچنان به هوش بود. با آگاهی از این که به زودی در اثر خونریزی جان خواهد داد، تکه کاغذی خواست تا برای همسرش نامه خداحافظی بنویسد. تا پیش از آن که جان بسپارد یک و نیم صفحه نوشت. به جهت تقدیر از شجاعت او در میدان رزم، پس از مرگ به درجه سپهبد (ژنرال نیروهای زرهی) ترفیع گرفت و برگ‌های بلوط به نشان صلیب شوالیه او افزوده شد.

## کتابشناسی
- Mitcham, Samuel W. Jr.; Mueller, Gene (2012). Hitler's Commanders: Officers of the Wehrmacht, the Luftwaffe, the Kriegsmarine, and the Waffen-SS. Rowman & Littlefield. ISBN 978-1-4422-1153-7.